# Star Trek IV: The Voyage Home
Star Trek IV: The Voyage Home is een Amerikaanse Star Trek-film uit 1986 van regisseur Leonard Nimoy. Het is de vierde Star Trek-film. De hoofdrollen worden gespeeld door William Shatner, Leonard Nimoy en DeForest Kelley
In deze film werd de verhaallijn die begon in Star Trek II: The Wrath of Khan en werd voortgezet in Star Trek III: The Search for Spock afgesloten.

## Verhaal
Admiraal Kirk en zijn bemanning zijn op weg naar de aarde in hun Klingon-ruimteschip (zie: Star Trek III: The Search for Spock); wetend dat ze voor de krijgsraad zullen moeten verschijnen wegens het negeren van Starfleet-orders.
Als ze arriveren zien ze hoe een buitenaards schip bij de Aarde verschijnt. Dit schip begint vreemde signalen naar de oceanen te sturen. Deze zeer sterke signalen veroorzaken zware schade aan de Aardse bebouwing en verstoren alle communicatie. Nadere bestudering leert dat het schip contact probeert te leggen met bultrugwalvissen, maar deze zijn al eeuwen uitgestorven op Aarde.
Kapitein Kirk en zijn bemanning besluiten terug in de tijd te reizen om in de 20e eeuw een paar bultruggen op te halen. Ze arriveren in het jaar 1986 in San Francisco, en verbergen het gecamoufleerde schip in het Golden Gate Park. Kirk en Spock gaan op zoek naar bultruggen, Uhura en Chekov halen aan boord van het nucleaire marineschip Enterprise wat nieuwe energie voor de beschadigde warpaandrijving en Sulu, McCoy en Scotty zorgen voor het plexiglas voor het aquarium. Kirk en Spock roepen de hulp in van Dr. Taylor, een medewerkster van het aquarium en een bultruggenexpert.
Na enkele probleempjes uit de weg te hebben geruimd lukt het de crew om twee bultruggen te bemachtigen waarna ze terugkeren naar hun eigen tijd en de Aarde van de ondergang wordt gered. Dr. Taylor gaat mee naar de toekomst omdat er in de 23e eeuw niemand meer is die de nodige kennis van Bultruggen heeft.
Zoals verwacht komen Kirk en zijn bemanning voor de krijgsraad. Maar vanwege het redden van de aarde worden alle beschuldigingen tegen hen ingetrokken op een na. De enige straf die ze krijgen is dat Kirk zijn rang als admiraal verliest en weer kapitein wordt, maar voor hem is dit juist een zegen.

## Rolverdeling
| Acteur            | Personage                           |
| ----------------- | ----------------------------------- |
| William Shatner   | Viceadmiraal/kapitein James T. Kirk |
| Leonard Nimoy     | Kapitein Spock                      |
| DeForest Kelley   | Commander Leonard McCoy             |
| James Doohan      | Kapitein Montgomery Scott           |
| George Takei      | Commander Hikaru Sulu               |
| Walter Koenig     | Commander Pavel Chekov              |
| Nichelle Nichols  | Commander Nyota Uhura               |
| Majel Barrett     | Commander Christine Chapel          |
| Grace Lee Whitney | Commander Janice Rand               |
| Mark Lenard       | Vulcan-ambassadeur Sarek            |
| Jane Wyatt        | Amanda Grayson                      |
| Catherine Hicks   | Dr. Gillian Taylor                  |
| John Schuck       | Klingon-ambassadeur                 |
| Robert Ellenstein | President van de Federatie          |
| Brock Peters      | Vloot-admiraal Cartwright           |
| Michael Snyder    | Starfleet communicatie-officier     |
| Robin Curtis      | Luitenant Saavik                    |
| Madge Sinclair    | Kapitein USS Saratoga               |

## Achtergrond

### Thema’s
In de hele film wordt geen verklaring gegeven over wie de aliens zijn, waarom ze naar de Aarde komen en wat ze “bespreken” met de bultruggen. De aliens en de bultruggen zijn in feite niets meer dan MacGuffins; een term bedacht door Alfred Hitchcock voor elementen die van groot belang zijn als aanzet voor een verhaal, maar waarvan de exacte aard ongedefinieerd blijft.
De Voyage Home is duidelijk anders dan de vorige films. De film is vooral gericht op humor. Spock is in de film nog bezig zijn herinneringen terug te krijgen sinds de vorige film. Door zijn kleding (hij ziet eruit als een pelgrim) is hij de bron van veel grappen in de film.
Nicholas Meyer en Harve Bennett schreven samen het script. Bennett schreef de scènes die zich afspelen in de 23e eeuw, en Meyer die zich afspelen in de 20e eeuw. De producers vonden dat de vorige drie films te serieus waren en het tijd was voor een wat soepelere benadering.
De losse eindjes uit The Search for Spock, waaronder wat de crew te wachten staat na het negeren van Starfleetorders, werden weggewerkt in deze film.
Aan het eind van de film wordt de USS Enterprise NCC-1701, die was vernietigd in de vorige film, vervangen door de USS Enterprise NCC-1701A.

### Productie en locaties
De "double dumb-ass on you" scène werd gefilmd op Columbus Street bij Kearney in San Francisco.
In de film bezoeken Uhura en Chekov het vliegdekschip USS Enterprise. De echte Enterprise was toen op zee en derhalve niet beschikbaar voor de film, daarom werd de USS Ranger gebruikt.
De scènes in het fictieve "Cetacean Institute of Biology" in Sausalito, Californië werden gefilmd in het Monterey Bay Aquarium. De scènes in San Francisco’s Golden Gate Park werden gefilmd in Will Rogers State Park in Los Angeles.
Amigas werden gebruikt als special effectapparaten om de Vulcan supercomputer van Spock te maken.
Industrial Light & Magic was verantwoordelijk voor het ontwerpen van de modellen en de optische effecten in de film.

### Wetenswaardigheden
- De kapitein van de USS Saratoga was de eerste vrouwelijke Starfleetkapitein die in een Star Trekproductie te zien was.
- De punk in de bus werd gespeeld door producer Kirk R. Thatcher.
- De manier waarop de crew naar het verleden reist is overgenomen uit de Star Trek-aflevering 'Tomorrow is Yesterday'

### Uitgave en ontvangst
Star Trek IV: The Voyage Home ging in première tijdens het Thanksgivingweekend. De film was financieel een groot succes. In Amerika stootte de film Crocodile Dundee van de eerste plaats qua opbrengsten uit entreegelden. De wereldwijde opbrengst kwam uit op 133 miljoen dollar.
Reacties van critici op de film waren ook positief.

## Prijzen en nominaties
- 1987, de ASCAP Award voor “Top Box Office Films” – gewonnen.
- Academy Awards van 1987: 4 nominaties:
  - Beste cinematografie
  - Beste effecten
  - Beste muziek
  - Beste geluid.
- Saturn Awards van 1987: 11 nominaties, 1 gewonnen:
  - Beste kostuums – gewonnen
  - Beste acteur (Leonard Nimoy)
  - Beste acteur (William Shatner)
  - Beste regisseur
  - Beste make-up
  - Beste sciencefictionfilm
  - Beste special effects
  - Beste mannelijke bijrol (James Doohan)
  - Beste mannelijke bijrol (Walter Koening)
  - Beste vrouwelijke bijrol (Catherine Hicks)
  - Beste script.
- 1987, de ASC Award voor “Outstanding Achievement in Cinematography in Theatrical Releases” – nominatie
- 1987, de Genesis Award voor “Feature Film – Adventure” – gewonnen
- 1987, de Hugo Award voor “Best Dramatic Presentation” – nominatie
- 1988, de Young Artists Award voor “Best Family Motion Picture – Drama” – nominatie.